# Efecan Karaca
Efecan Karaca (Fatih, 16 de noviembre de 1989) es un futbolista turco que juega en la demarcación de centrocampista para el Alanyaspor de la Superliga de Turquía.

## Selección nacional
Tras jugar en la selección de fútbol sub-18 de Turquía y en la sub-19, finalmente hizo su debut con la selección absoluta el 25 de marzo de 2019 en un partido de clasificación para la Eurocopa 2020 contra Moldavia que finalizó con un resultado de 4-0 a favor del combinado turco tras los goles de Hasan Ali Kaldırım, Kaan Ayhan y un doblete de Cenk Tosun.

### Goles internacionales
| # | Fecha                | Estadio                                  | Oponente | Gol | Resultado | Competición |
| - | -------------------- | ---------------------------------------- | -------- | --- | --------- | ----------- |
| 1 | 7 de octubre de 2020 | Estadio Rhein Energie, Colonia, Alemania | Alemania | 2-2 | 3-3       | Amistoso    |

## Clubes
| Club                   | País    | Año       | Partidos | Goles |
| ---------------------- | ------- | --------- | -------- | ----- |
| Galatasaray S. K.      | Turquía | 2007-2008 | 15       | 1     |
| Gaziantepspor (cedido) | Turquía | 2008-2009 | 43       | 2     |
| Kartalspor             | Turquía | 2009-2010 | 29       | 2     |
| Adanaspor              | Turquía | 2010-2011 | 14       | 2     |
| Adana Demirspor        | Turquía | 2011      | 12       | 1     |
| Sarıyer SK             | Turquía | 2011-2012 | 25       | 6     |
| Kartalspor             | Turquía | 2012-2013 | 27       | 2     |
| Alanyaspor             | Turquía | 2013-     | 410      | 38    |

## Palmarés

### Campeonatos nacionales
| Título               | Club              | País    | Año  |
| -------------------- | ----------------- | ------- | ---- |
| Superliga de Turquía | Galatasaray S. K. | Turquía | 2008 |
| Supercopa de Turquía | Galatasaray S. K. | Turquía | 2008 |